# Monagas Dífalo
O Monagas Dífalo é uma equipe futebol de areia da Venezuela. O clube conquistou dois campeonatos nacionais: 2017 e 2018.

## História
Monagas Dífalo foi campeão do campeonato venezuelano de Beach Soccer ao derrotar Barinas e Real Academia de Vargas na grande final da Taça Venezuela na modalidade, competição organizada pela Comissão do Grupo de Interesse para o Futebol da FVF.